# كازويا يواسا
كازويا يواسا (باليابانية: 湯浅和也؛ بالكانا: ゆあさ かずや) هو مصارع محترف ياباني، ولد في 10 ديسمبر 1979 في Kisawa, Tokushima ‏ في اليابان.

## روابط خارجية
- كازويا يواسا على موقع CageMatch worker (الإنجليزية)
- كازويا يواسا على موقع قاعدة بيانات المصارعة على الإنترنت (الإنجليزية)
- كازويا يواسا على موقع قاعدة بيانات المصارعة على الإنترنت (الإنجليزية)